# Província marítima de la Corunya

Bandera de la província marítima de la Corunya.

La província marítima de la Corunya és una de les trenta províncies marítimes en les quals es divideix el litoral espanyol. Comprèn des de la línia amb rumb 300° de punta Carboeira fins al paral·lel de la punta Riu Sieira de latitud 42º 39´N. Limita al nord amb la província marítima de Ferrol i al sud amb la província marítima de Vilagarcía.
La capitania d'aquesta província marítima es troba al port de la Corunya, que també és el port més important.
De nord a sud consta dels següents districtes marítims:
- Sada (CO-1): des de la punta Carboeira fins a la punta de la Torrella.
- La Corunya (CO-2): des de la punta de la Torrella fins a la punta Saldoira.
- Corme (CO-3): des de la punta Saldoira fins a la punta Morelo.
- Camariñas (CO-4): des de la punta Morelo fins a la punta de la Vela.
- Corcubión (CO-5): des de la punta de la Vela fins a la punta Remedios.
- Muros (CO-6): des de la punta Remedios fins a l'illa Creba.
- Noia (CO-7): des de l'illa Creba fins a la punta Riu Sieira.